# Boško Janković
Boško Janković, född 1 mars 1984 i Belgrad, är en serbisk före detta fotbollsspelare som i slutet av karriären spelade i Hellas Verona FC i italienska Serie A.

## Meriter

### Klubb
Röda Stjärnan Belgrad
- Serbiska superligan: 2000/2001, 2003/2004, 2005/2006
- Kup Srbije: 2001/2002, 2003/2004, 2005/2006,